# تومينيو
بلدية تومينيو (بالإسبانية: Tomiño) هي بلدية تقع في مقاطعة بونتيفيدرا التابعة لمنطقة غاليسيا شمال غرب إسبانيا.

## الديموغرافيا
يبلغ عدد سكان بلدية تومينيو 13.604 نسمة عام 2011 (وفقاً للمعهد الوطني للإحصاء الإسباني).
| 10.478 | 10.705 | 11.334 | 11.932 | 12.651 | 13.315 | 13.604 |